# The Frog Prince (álbum)
The Frog Prince es la banda sonora que presenta la película The Frog Prince. La mayoría de las pistas fueron compuestas por Enya, pero arregladas e interpretadas por otros. A Enya solo se le permitió interpretar dos de sus canciones, que además no fueron incluidas finalmente en la película. Se trata de «The Frog Prince» y «Dreams» que fueron arregladas por Enya y Nicky Ryan, e interpretadas por Enya, y en ellas ya se va intuyendo su destacado estilo posterior. Estas dos canciones fueron también producidas por Nicky Ryan, mientras que todo el resto del material fue producido por Richard Myhill. Las pistas 3 (K. Weill), 4 (G. Becaud), 11 (Pinkard/Bernie/Casey), 12 (Gorrel/Carmichael) y 15 (Dumont/Vautarire) están compuestas e interpretadas por otros artistas.

## Lista de canciones
| N.º | Tema                                 | Duración |
| --- | ------------------------------------ | -------- |
| 1.  | "The Train To Paris"                 | 2:14     |
| 2.  | "The First Day"                      | 1:32     |
| 3.  | "Jazz Club - Mack The Knife"         | 2:16     |
| 4.  | "Jazz Club - Let It Be Me"           | 3:15     |
| 5.  | "With Jean-Phillippe"                | 2:15     |
| 6.  | "Jenny"                              | 1:06     |
| 7.  | "Reflection"                         | 1:07     |
| 8.  | "The Frog Prince"                    | 3:15     |
| 9.  | "Dreams"                             | 3:38     |
| 10. | "The Kiss"                           | 1:55     |
| 11. | "Jazz Club - Sweet Georgia Brown"    | 2:11     |
| 12. | "Jazz Club - Georgia On My Mind"     | 3:55     |
| 13. | "A Kiss By The Fountain"             | 1:52     |
| 14. | "Jenny And Roz"                      | 1:22     |
| 15. | "Les Flon-Flons Du Bal (Édith Piaf)" | 2:19     |
| 16. | "Epilogue"                           | 0:58     |